# Hugh Finlay
Hugh Finlay (né possiblement à Glasgow en 1730 ou 1732 et mort à Québec le 26 décembre 1801) est un entrepreneur, une personnalité politique et un administrateur canadien d'origine écossaise. Il est considéré comme le « père des postes canadiennes ».

## Biographie
Hugh Finlay immigre à Québec en 1763. Il s'engage immédiatement dans le commerce de gros et de détail, et investit dans la propriété foncière. Il est servi par son bilinguisme, rares étant les immigrants britanniques pouvant parler français. 
Le 10 juin 1763, il procède à l'établissement du service postal dans la colonie à titre de maître de poste en résidence à Québec. Il établit bientôt un service postal hebdomadaire entre Québec et Montréal, en passant par Trois-Rivières, ainsi qu’un courrier mensuel vers le sud par Albany, dans la colonie de New York, pour relier le service postal entre New York et Falmouth, en Angleterre.
Nommé inspecteur des routes postales sur le continent de l'Amérique du Nord le 5 janvier 1773, il est l'un des deux maîtres généraux de poste adjoints à compter du 31 janvier 1774. Il devient plus tard maître général de poste adjoint de la province de Québec le 7 juillet 1784 et maître général de poste adjoint de l'Amérique du Nord britannique en 1788. 
La révolution américaine interrompt le service postal jusqu'en 1792 quand Finlay négocie un accord postal avec les États-Unis qui rétablissait le service avec ce pays et l'assurait entre la Grande-Bretagne et le Bas-Canada, en passant par le territoire américain. 
Croulant sous les dettes, il est destitué en octobre 1799 et remplacé par George Heriot. Par ailleurs, il exerce la charge de greffier de la couronne en chancellerie du 24 mai 1792 jusqu'à son décès. Il est également vérificateur des comptes du Bas-Canada et président du comité des terres du Conseil exécutif.
Il est nommé au Conseil de Québec, qui gouvernait la colonie, le 25 septembre 1765, puis au Conseil législatif en 1775 jusqu'à sa mort. 
Il a également occupé les fonctions de juge de paix, officier de milice, secrétaire de la Société d'agriculture et administrateur de la Bibliothèque de Québec.
En 1769. il épouse à Québec Mary Philips avec laquelle il aura dix enfants.
Il est l'auteur de The Hugh Finlay journal ; colonial postal history, 1773–1774, publié en 1867 et en 1975.